# سفارت ایسلند در اتاوا
سفارت ایسلند در اتاوا (به انگلیسی: Embassy of Iceland) یک منطقهٔ مسکونی و نمایندگی سیاسی این کشور در کانادا است که در اتاوا واقع شده‌است.